# Vương quốc Hungary (1000–1301)
Vương quốc Hungary (tiếng La Tinh: Regnum Hungariae, tiếng Hungary: Magyar Királyság) là một nhà nước ở Trung Âu, ra đời khi Stephen I, Đại thân vương Hungary, lên ngôi vua vào năm 1000 hoặc 1001. Ông củng cố quyền lực trung ương và buộc thần dân của mình phải chấp nhận Cơ đốc giáo. Mặc dù tất cả các nguồn văn bản chỉ nhấn mạnh vai trò của các hiệp sĩ và giáo sĩ người Đức và người Ý trong quá trình này, một phần đáng kể từ vựng tiếng Hungary về nông nghiệp, tôn giáo và các vấn đề nhà nước được lấy từ các Ngữ tộc Slav. Các cuộc nội chiến và các cuộc nổi dậy của người ngoại giáo, cùng với những nỗ lực của các Hoàng đế La Mã Thần thánh nhằm mở rộng quyền lực của họ đến Hungary, đã gây nguy hiểm cho chế độ quân chủ mới. Chế độ quân chủ ổn định dưới thời trị vì của Ladislaus I (1077–1095) và Coloman (1095–1116). Những người cai trị này đã chiếm đóng Croatia và Dalmatia với sự hỗ trợ của một bộ phận người dân bản địa. Cả hai vương quốc đều giữ được vị trí tự trị của mình. Những người kế vị Ladislaus và Coloman—đặc biệt là Béla II (1131–1141), Béla III (1176–1196), Andrew II (1205–1235) và Béla IV (1235–1270)—tiếp tục chính sách bành trướng về phía Bán đảo Balkan và vùng đất phía Đông Dãy núi Carpathian, biến vương quốc của họ thành một trong những cường quốc của châu Âu thời trung cổ.
Những vùng đất hoang hoá của họ rất giàu có với nhiều trữ lượng bạc, vàng và muối, Hungary trở thành điểm đến ưa thích của thực dân chủ yếu là người Đức, Ý và Pháp. Những người nhập cư này chủ yếu là nông dân định cư ở các làng mạc, nhưng một số là thợ thủ công và thương gia, những người đã thành lập hầu hết các đô thị trong Vương quốc. Sự xuất hiện của họ đóng một vai trò quan trọng trong việc hình thành lối sống, thói quen và văn hóa đô thị ở Hungary thời trung cổ. Vị trí của vương quốc ở ngã tư các tuyến đường thương mại quốc tế tạo điều kiện cho nhiều nền văn hóa cùng tồn tại. Các tòa nhà và tác phẩm văn học theo phong cách Kiến trúc Romanesque, Gothic và Phục hưng được viết bằng tiếng La Tinh chứng tỏ đặc điểm văn hóa chủ yếu là Công giáo La Mã; nhưng các cộng đồng dân tộc thiểu số theo Chính thống giáo và thậm chí không theo đạo Thiên chúa cũng tồn tại. Tiếng La Tinh là ngôn ngữ của pháp luật, hành chính và tư pháp, nhưng "đa nguyên ngôn ngữ" đã góp phần vào sự tồn tại của nhiều ngôn ngữ, bao gồm rất nhiều phương ngữ Slav.
Sự chiếm ưu thế của các điền trang hoàng gia ban đầu đảm bảo vị trí ưu việt của chủ quyền, nhưng sự chuyển nhượng đất đai hoàng gia đã dẫn đến sự xuất hiện của một nhóm địa chủ nhỏ hơn có ý thức tự giác, được gọi là "những người hầu của hoàng gia" (szerviens). Họ buộc Andrew II ban hành Golden Bull 1222, "một trong những ví dụ đầu tiên về giới hạn hiến pháp được đặt lên quyền lực của một vị vua châu Âu" (Francis Fukuyama). Vương quốc đã hứng chịu một đòn nặng nề từ cuộc xâm lược của người Mông Cổ năm 1241–1242. Sau đó, các nhóm người Cuman và Jassic định cư ở vùng đất thấp miền trung, và những người thực dân đến từ Moravia, Ba Lan và các quốc gia lân cận khác. Việc địa chủ xây dựng các pháo đài, được các quốc vương khích lệ sau khi quân Mông Cổ rút lui, đã dẫn đến sự phát triển của các "tỉnh" bán tự trị do các Oligarch quyền lực thống trị. Một số oligarch này thậm chí còn thách thức quyền lực của Andrew III (1290–1301), hậu duệ nam cuối cùng của triều đại Árpád bản địa. Sau cái chết của ông là một thời kỳ hỗn loạn và vô chính phủ. Quyền lực trung ương chỉ được tái lập vào đầu những năm 1320.

## Bối cảnh

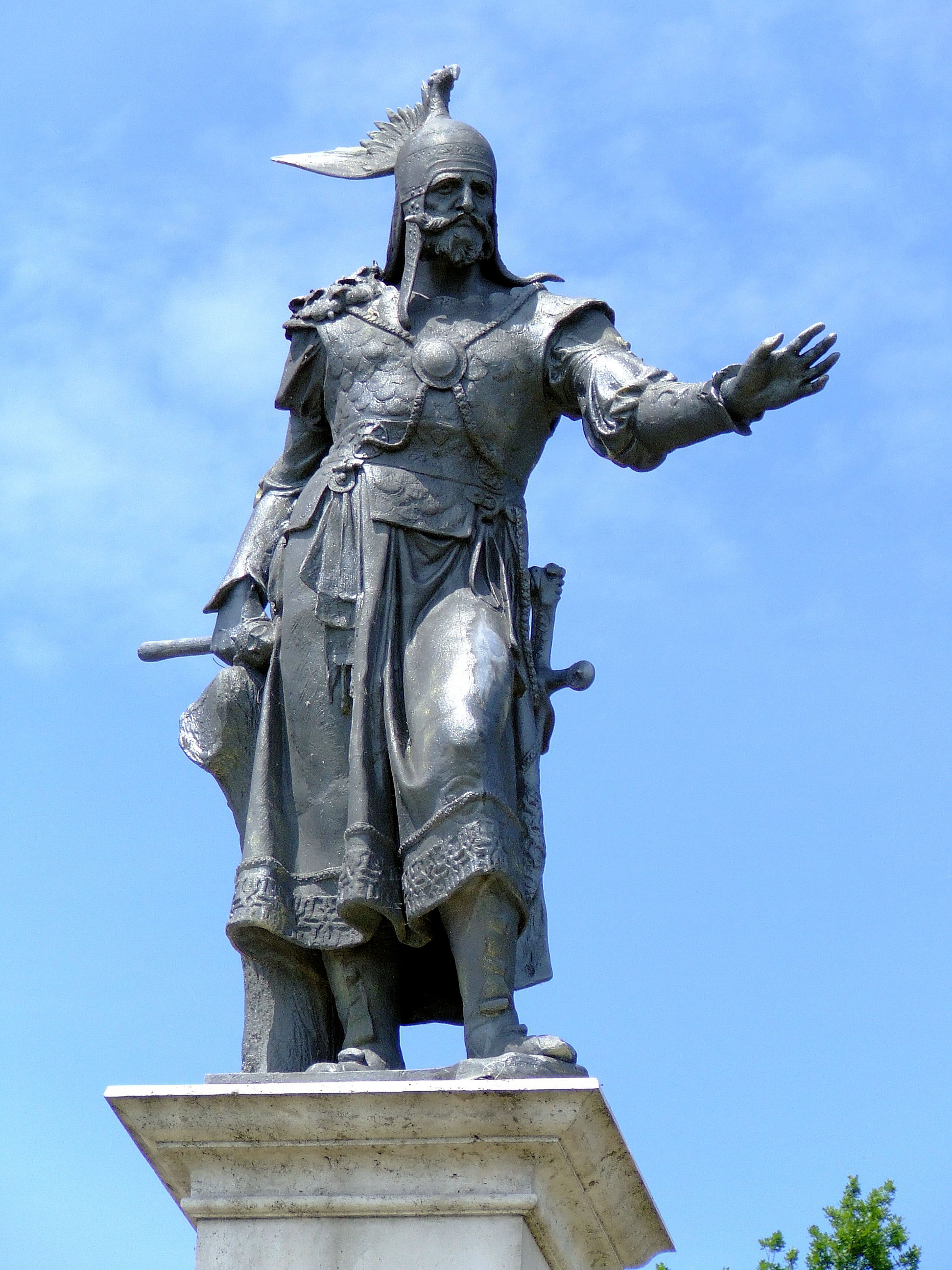
Árpád, thủ lĩnh liên minh các bộ lạc Hungary trong thời gian chuyển tiếp giữa thế kỷ IX và X

Người Magyar, hay người Hungary, đã chinh phục lưu vực Carpathian vào đầu thế kỷ IX và X. Ở đây họ tìm thấy dân cư chủ yếu nói tiếng Slav. Từ quê hương mới, họ tiến hành các cuộc tấn công cướp bóc nhằm vào Đông Francia, Bán đảo Ý và các khu vực khác ở Châu Âu. Các cuộc đột kích của họ đã bị chặn lại bởi Hoàng đế La Mã Thần thánh tương lai Otto I, người đã đánh bại họ trong Trận Lechfeld năm 955.
Người Hungary sống trong các gia đình phụ hệ, được tổ chức thành các thị tộc hình thành nên các bộ lạc. Liên minh bộ lạc được lãnh đạo bởi một Đại thân vương, luôn là thành viên của gia đình xuất thân từ Nhà Árpád, thủ lĩnh của người Hungary vào khoảng thời gian họ "chiếm đất". Các tác giả đương thời mô tả người Hungary là dân du mục, nhưng Ibn Rusta và những người khác nói thêm rằng họ cũng canh tác đất trồng trọt. The great number of borrowings from Slavic languages Số lượng lớn các khoản vay mượn từ các ngôn ngữ Slav[b] chứng tỏ rằng người Hungary đã áp dụng các kỹ thuật mới và lối sống ổn định hơn ở Trung Âu. Sự chung sống của người Hungary và các nhóm dân tộc địa phương cũng được phản ánh trong tập hợp "văn hóa Bijelo Brdo", xuất hiện vào giữa thế kỷ thứ X. Các phát hiện khảo cổ học—một số đồ vật có dòng chữ ngắn—cho thấy việc sử dụng chữ runiform đặc biệt ở Hungary thời trung cổ. Các chữ khắc vẫn chưa được giải mã, và chữ viết có lẽ chưa bao giờ được sử dụng cho mục đích hành chính hoặc lập pháp.
Mặc dù là người ngoại giáo, nhưng người Hungary đã thể hiện thái độ khoan dung đối với người theo đạo Cơ đốc, người Do Thái và người Hồi giáo. Các thương gia Hồi giáo, Do Thái và Hungary từ Hungary thường xuyên đến thăm các hội chợ ở Praha, đổi vàng và đồng tiền vàng Byzantine lấy nô lệ, thiếc và lông thú. Đến Pereyaslavets, một trung tâm thương mại quan trọng ở Hạ Danube, người Hungary mang theo ngựa và bạc. Nhà thờ Byzantine là nhà thờ đầu tiên truyền đạo thành công trong số các nhà lãnh đạo của họ: vào năm 948, horka, và khoảng năm 952, gyula, được rửa tội ở Constantinople. Ngược lại, Đại thân vương Géza, người trị vì từ đầu những năm 970, lại nhận lễ rửa tội theo nghi thức Latinh. Ông đã xây dựng các pháo đài và mời các chiến binh nước ngoài đến phát triển một đội quân mới dựa trên kỵ binh hạng nặng. Géza cũng sắp xếp cuộc hôn nhân của con trai ông là Thân vương tử Stephen, với Giselle xứ Bayern, một công chúa thuộc gia đình các Hoàng đế La Mã Thần thánh.
Khi Géza qua đời vào năm 997, con trai ông phải tranh giành quyền kế vị với Koppány, thành viên lớn tuổi nhất của Nhà Árpád. Được hỗ trợ bởi kỵ binh hạng nặng của Đức, Stephen đã trở thành người chiến thắng trong trận chiến quyết định của cuộc xung đột năm 998. Ông đã nộp đơn xin trao vương miện hoàng gia cho Giáo hoàng Sylvester II (r. 999–1003), người đã chấp nhận yêu cầu của ông với sự đồng ý của Hoàng đế Otto III của Thánh chế La Mã.

## Vua St Stephen (1000-1038)
Stephen lên ngôi và trở thành vị vua đầu tiên của Hungary vào ngày 25 tháng 12 năm 1000 hoặc ngày 1 tháng 1 năm 1001. Ông củng cố sự cai trị của mình thông qua một loạt cuộc chiến tranh chống lại những người cai trị địa phương bán độc lập, bao gồm cả chú ngoại của ông là Gyula III, và thủ lĩnh bộ lạc đầy quyền lực, Ajtony. Ông đã chứng tỏ sức mạnh quân sự của vương quốc mình khi đẩy lùi cuộc xâm lược của Conrad II của Thánh chế La Mã, vào năm 1030. Các vùng đầm lầy, các chướng ngại vật tự nhiên khác và các chướng ngại vật làm bằng đá, đất hoặc gỗ giúp bảo vệ biên giới của vương quốc. Một khu vực rộng lớn được gọi là gyepü đã được cố tình bỏ hoang nhằm mục đích phòng thủ dọc biên giới.

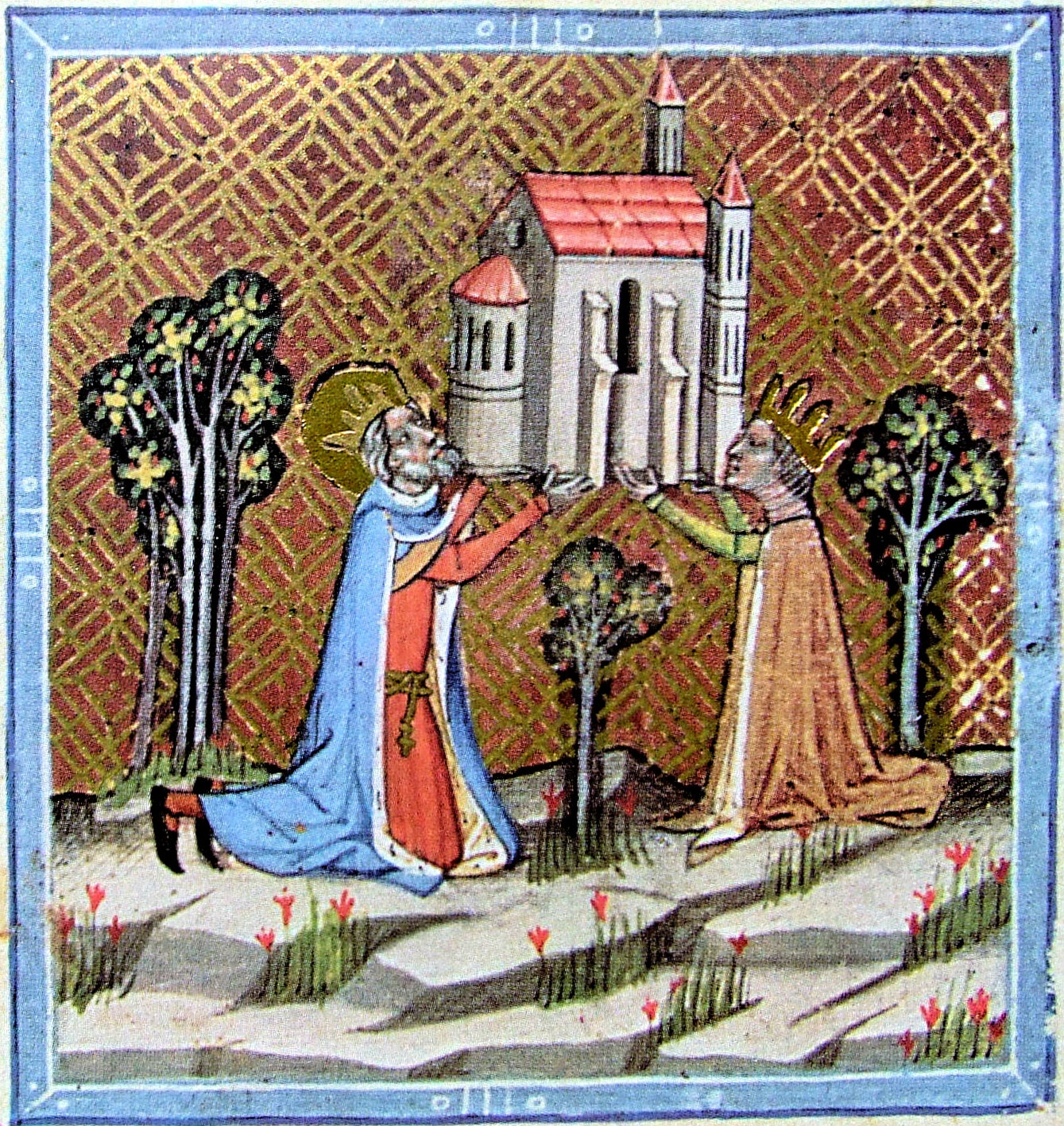
Vua St Stephen và vợ ông thành lập một nhà thờ tại Óbuda

Stephen đã phát triển một nhà nước tương tự như các chế độ quân chủ ở Tây Âu đương đại. Các Bá quốc, đơn vị hành chính cơ bản, là các bá quốc được tổ chức xung quanh các pháo đài và đứng đầu là các quan chức hoàng gia được gọi là ispán, hay bá tước. Hầu hết các pháo đài thời trung cổ đều được làm bằng đất và gỗ. Stephen thành lập các giáo phận và ít nhất một tổng giáo phận, đồng thời thành lập các tu viện Biển Đức. Ông quy định rằng mỗi 10 làng phải xây dựng một nhà thờ giáo xứ. Những nhà thờ đầu tiên được xây dựng bằng gỗ đơn giản, nhưng vương cung thánh đường hoàng gia ở Székesfehérvár được xây dựng theo phong cách La Mã. Với sự ra đời của hệ thống cấp bậc của nhà thờ Công giáo, tiếng La Tinh nổi lên như ngôn ngữ thống trị trong đời sống giáo hội và quản lý nhà nước, mặc dù một số hiến chương hoàng gia có thể được viết bằng tiếng Hy Lạp. Các giám mục được yêu cầu cung cấp cho các giáo sĩ địa phương các sách phụng vụ, các vị vua thường xuyên tặng Codex cho các tu viện. Các tác phẩm văn học còn tồn tại sớm nhất được sáng tác bằng tiếng La Tinh dưới triều đại của Stephen. Giám mục Gerard xứ Csanád, người đến từ Venice, đã hoàn thành phần bình luận bằng tiếng La Tinh về một chương trong Sách Đa-ni-ên ở Hungary. Quan điểm của Stephen về quản lý nhà nước được tóm tắt vào khoảng năm 1015 trong tác phẩm "specula principum" (Những tấm gương dành cho các hoàng tử) được gọi là Lời khuyên răn. Cho rằng "đất nước chỉ có một ngôn ngữ và một phong tục là yếu đuối và mong manh", ông nhấn mạnh lợi thế của sự xuất hiện của người nước ngoài, hay còn gọi là "khách". Luật pháp của ông nhằm vào việc chấp nhận, thậm chí bằng vũ lực, lối sống Kitô giáo. Ông đặc biệt bảo vệ hôn nhân Kitô giáo chống lại chế độ đa thê và các phong tục truyền thống khác. Những chiếc thắt lưng trang trí và những món đồ thời trang ngoại đạo khác cũng biến mất. Người dân thường bắt đầu mặc áo khoác len dài, nhưng những người đàn ông giàu có vẫn kiên trì mặc những chiếc kaftan bằng lụa được trang trí bằng lông thú.
Stephen I:27, 1000–1038
Từ góc độ pháp lý, xã hội Hungary được chia thành những người tự do và nông nô, nhưng các nhóm trung gian cũng tồn tại. Tất cả những người tự do đều có năng lực pháp lý để sở hữu tài sản, khởi kiện và bị kiện. Hầu hết họ đều bị ràng buộc với quốc vương hoặc với một địa chủ giàu có hơn, và chỉ có "khách" mới có thể tự do di chuyển. Trong số những người tự do sống ở vùng đất gắn liền với pháo đài, các chiến binh trong lâu đài phục vụ trong quân đội, còn người dân trong lâu đài canh tác đất đai, rèn vũ khí hoặc thực hiện các dịch vụ khác. Tất cả những người tự do phải nộp một khoản thuế đặc biệt được gọi là "liberi denarii" (denarii của những người tự do)—tám denar mỗi người một năm— đóng vào ngân khố của quốc vương. Những người nông dân được gọi là udvornici được miễn thuế này, họ có vị trí tạm thời đứng giữa những người tự do và nông nô. Về mặt lý thuyết, nông nô không có địa vị pháp lý như những người tự do, nhưng trên thực tế, họ có tài sản riêng: họ canh tác trên đất của chủ bằng các công cụ của riêng mình và giữ 50–66% thu hoạch cho riêng mình. Luật pháp và hiến chương của Stephen cho thấy hầu hết dân thường sống trong các cộng đồng ít vận động hình thành nên các làng. Một ngôi làng trung bình chỉ có không quá 40 túp lều gỗ nửa chìm với một lò sưởi ở góc. Những túp lều được bao quanh bởi những khoảng sân rộng. Những con mương ngăn cách họ, xua đuổi động vật và tạo điều kiện cho việc trồng ngũ cốc và rau quả. Nhiều ngôi làng được đặt tên theo một nghề nghiệp, ngụ ý rằng dân làng được yêu cầu phải phục vụ lãnh chúa của họ một sản phẩm cụ thể.